# 索基爾 (卡緬卡-布濟卡區)
50°7′26″N 24°9′31″E / 50.12389°N 24.15861°E
索基爾（烏克蘭語：Сокіл），是烏克蘭西部的村莊，隸屬利維夫州的利維夫區。該村始建於1455年，面積1.96平方公里，海拔高度216米，2001年人口576，人口密度每平方公里293.88人。